# Homero Prates
Homero Mena Barreto Prates da Silva (São Gabriel, 01 de agosto de 1890 — Rio de Janeiro, 14 de novembro de 1957) foi um escritor, poeta, jurista e magistrado, gaúcho e brasileiro.
Formou-se na Faculdade de Direito de Porto Alegre, em 1912, iniciou na judicatura, em Dom Pedrito, no Rio Grande do Sul.

## Poeta, jornalista e crítico literário
Residiu por certo tempo em São Paulo, durante o governo Altino Arantes, e ali dirigiu a revista Panóplia. No Rio, exerceu a critica literária em O País, de 1919 a 1924.
Virtuoso da expressão e das formas métricas, dono de uma dicção finamente elaborada, coruscante como as pedrarias que ele cantou, de luz íntima e rica, Homero Prates forma no grupo de simbolistas gaúchos que honraram a nossa poesia no decênio anterior ao do modernismo.
Em seu livro de estreia, As Horas Coroadas de Rosas e de Espinhos (1912), título que se atravessa ao alto das páginas abertas, em sépia, discorre sobre as pedras preciosas, com luxo de sensibilidade não inferior ao de Esseintes e com simbolismo que recorda os lapidários medievais; em Torre Encantada (1917), livro de grande formato, impresso em tinta violeta, exibe opulência nababesca de formas métricas, oficiando no altar do pantum, da balada, do canto-real, da vilanela, da sextina e do rondel, mas tudo isso sem nenhuma intenção parnasiana "de aperfeiçoar a métrica", e sim de conquistar reinos exóticos, guardados por terríveis dragões....
Em No Jardim dos Ídolos e das Rosas, chega ao poema em prosa.
Colaborou nas revistas Fon-Fon, Careta, O Malho, Ilustração Brasileira, junto com seus conterrâneos Felipe D'Oliveira e Álvaro Moreyra.

## Jurista e Magistrado
Muda para o Rio de Janeiro, após a Revolução de 30, onde foi nomeado, por Getúlio Vargas, Juiz Auditor de Guerra.
A seguir, iniciou sua longa carreira de magistrado trabalhista, tendo sido empossado presidente da Primeira das Juntas de Conciliação e Julgamento, hoje Vara do Trabalho, da então Capital Federal do Brasil.
Nessa missão ficou conhecido como notório conciliador, chegando a oferecer dinheiro do próprio bolso para conciliar as partes.
Este episódio ficou conhecido como "Quanto custa este borzeguim?", indagação que o magistrado proferiu, durante uma audiência em que um sapateiro carioca reclamava do prejuízo que um seu empregado lhe teria causado. Homero, retirou a carteira do bolso, e se pôs à disposição para indenizar o eventual prejuízo.
Foi promovido a Juiz do trabalho, atualmente Desembargador Federal, do Tribunal Regional do Trabalho do Rio de Janeiro, e um dos acórdãos que relatou, no processo 609/49, em que condenou ferroviários por exercício ilegal do direito de greve, pode ser visualizado na seção memórias desta Corte.

## Homenagens
Foi candidato a vaga na Academia Brasileira de Letras, mas, por um único voto, não se elegeu.
Cedeu nome a logradouros públicos nas cidades de:.
1. No município de Gravataí, Estado do Rio Grande do Sul, no bairro da COHAB 2, C.E.P. 90040-320;
2. no município de Porto Alegre, Estado do Rio Grande do Sul, no bairro de Ipanema, C.E.P. 91760-390;
3. no município do Rio de Janeiro, Estado do Rio de Janeiro, no bairro de Guadalupe, C.E.P. 21670-330;
4. no município de São Paulo, Estado de São Paulo, no bairro do Parque América, C.E.P. 04822-050.

Está sepultado no Cemitério da Consolação, em São Paulo.

## Relações familiares
Filho do desembargador, do Tribunal de Justiça do Rio Grande do Sul, Tito Prates da Silva e de Alice Mena Barreto, era sobrinho do general e estancieiro João Carlos Mena Barreto.. Casado com Cleonice Lacerda Ribeiro Prates, sogro e tio de Marco Aurélio Prates de Macedo, ambos já falecidos. Tio de Helio Prates da Silveira e Caio Flavio Prates da Silveira. Pai de Iliana Prates de Macedo. Avô de Cibele Prates de Macedo Cruz e Samira Prates de Macedo. Bisavô de Thaís, Liana e Marco Aurélio. Trisavô de Henrique (todos computados em 2013).

## Obras[1]
- Atos simulados e atos em fraude de lei;
- Ao Sol dos Pagos, Rio, Papelaria Velho, 1939;
- As horas coroadas de rosas e de espinhos, Rio, Tip. Progresso,1912;
- Código de Justiça Militar;
- História de D. Chimango, Rio, 1927;
- Morte de Ariel, Rio, 1947;
- No Jardim dos Ídolos e das Rosas, Rio, Pimenta de Melo, 1920
- O Sonho de D. João, Rio, 1951;
- Orfeu, São Paulo, Monteiro Lobato, 1923;
- Poemas bárbaros, 1908;
- Torre Encantada, São Paulo, Secção de Obras do Estado de São Paulo, 1917.